# Євсейчик Юрій Петрович
Юрій Євсейчик (івр. יורי יבסייצ'יק; нар. 23 січня 1971, Золотоноша, Українська РСР) — радянський, український та ізраїльський борець греко-римського стилю, бронзовий призер чемпіонату світу, учасник двох Олімпійських ігор.

## Життєпис
Боротьбою почав займатися з 1980 року. Перший тренер — Володимир Іванович Кузьменко. З 8-му класу — в спортінтернаті в Києві. Двічі він вигравав першість Союзу серед спортінтернатів. Майстром спорту став у 16 років. У 1989 році став чемпіоном Європи серед юніорів. У 1991 році виграв чемпіонат світу серед молоді, за що отримав звання майстра спорту міжнародного класу. Чемпіон України серед дорослих, 4-е місце на Спартакіаді СРСР. Тренувався у Миколи Кривоноса.
Паралельно два роки займався американським футболом. Чемпіон України та СНД з американського футболу у складі професійного клубу «Донецькі скіфи» (Донецьк, 1994–96).
Закінчив Черкаський педагогічний інститут (1992).
У 1997 році переїхав до Ізраїлю. Виступав за борцівський клуб «Маккабі» Беер-Шева. Тренери — Борис Табачник, Леонід Шульман. В Ізраїлі у Юрія не було достойних спаринг-партнерів, тому тренуватися доводилося на зборах за кордоном — переважно в Україні, Росії або Литві.
У півфіналі сіднейської Олімпіади 2000 року, ведучи з рахунком 2-0, поступився Рулону Гарднеру зі США, який у фіналі тієї Олімпіади переміг легендарного Олександра Кареліна і став олімпійським чемпіоном. Сам Юрій Євсейчик поступився в сутичці за 3-4 місця Дмитрові Дебелці з Білорусі і залишився без медалі. На наступній Олімпіаді 2004 року в Афінах Юрій виступив менш успішно, програвши на ще початковій стадії дві сутички з двох — майбутньому триразовому олімпійському чемпіону Міхайну Лопесу з Куби і Єкті Їлмазу Гюлю з Туреччини, посівши в підсумку лише 19 місце.
Після афінської Олімпіади перекваліфікувався з греко-римської боротьби на боротьбу на поясах. Срібний (м. Казань, Татарстан, РФ, 2005) та бронзовий (м. Уфа, Башкортостан, РФ, 2007) призер чемпіонатів світу, бронзовий призер Кубка світу (м. Черкеськ, Карачаєво-Черкесія, РФ, 2007), срібний призер чемпіонату Європи (м. Маріуполь, Донеццька область, 2008) з боротьби куреш у ваговій категорії понад 100 кг.

## Спортивні результати на міжнародних змаганнях

### Виступи на Олімпіадах
| Змагання                    | Збірна  | Вагова категорія                  | Місце |
| --------------------------- | ------- | --------------------------------- | ----- |
| Літні Олімпійські ігри 2000 | Ізраїль | греко-римська боротьба, до 130 кг | 4     |
| Літні Олімпійські ігри 2004 | Ізраїль | греко-римська боротьба, до 120 кг | 19    |

### Виступи на Чемпіонатах світу
| Змагання                        | Збірна  | Вагова категорія                  | Місце  |
| ------------------------------- | ------- | --------------------------------- | ------ |
| Чемпіонат світу з боротьби 1995 | Україна | греко-римська боротьба, до 130 кг | 5      |
| Чемпіонат світу з боротьби 1998 | Ізраїль | греко-римська боротьба, до 130 кг | Бронза |
| Чемпіонат світу з боротьби 1999 | Ізраїль | греко-римська боротьба, до 130 кг | 10     |
| Чемпіонат світу з боротьби 2001 | Ізраїль | греко-римська боротьба, до 130 кг | 20     |
| Чемпіонат світу з боротьби 2002 | Ізраїль | греко-римська боротьба, до 120 кг | 6      |
| Чемпіонат світу з боротьби 2003 | Ізраїль | греко-римська боротьба, до 120 кг | 13     |

### Виступи на Чемпіонатах Європи
| Змагання                         | Збірна  | Вагова категорія                  | Місце |
| -------------------------------- | ------- | --------------------------------- | ----- |
| Чемпіонат Європи з боротьби 1998 | Ізраїль | греко-римська боротьба, до 130 кг | 6     |
| Чемпіонат Європи з боротьби 1999 | Ізраїль | греко-римська боротьба, до 130 кг | 5     |
| Чемпіонат Європи з боротьби 2000 | Ізраїль | греко-римська боротьба, до 130 кг | 4     |
| Чемпіонат Європи з боротьби 2001 | Ізраїль | греко-римська боротьба, до 130 кг | 6     |
| Чемпіонат Європи з боротьби 2002 | Ізраїль | греко-римська боротьба, до 120 кг | 4     |
| Чемпіонат Європи з боротьби 2003 | Ізраїль | греко-римська боротьба, до 120 кг | 6     |
| Чемпіонат Європи з боротьби 2004 | Ізраїль | греко-римська боротьба, до 120 кг | 6     |

### Виступи на Кубках світу
| Змагання                    | Збірна  | Вагова категорія                  | Місце |
| --------------------------- | ------- | --------------------------------- | ----- |
| Кубок світу з боротьби 1994 | Україна | греко-римська боротьба, до 130 кг | 6     |

### Виступи на інших змаганнях
| Змагання                                                             | Збірна  | Вагова категорія                  | Місце  |
| -------------------------------------------------------------------- | ------- | --------------------------------- | ------ |
| Тестовий турнір FILA 1998                                            | Ізраїль | греко-римська боротьба, до 130 кг | 4      |
| Олімпійський кваліфікаційний турнір з боротьби 2000 (Фаенца)         | Ізраїль | греко-римська боротьба, до 130 кг | 6      |
| Олімпійський кваліфікаційний турнір з боротьби 2000 (Клермон-Ферран) | Ізраїль | греко-римська боротьба, до 130 кг | Золото |
| Олімпійський кваліфікаційний турнір з боротьби 2000 (Ташкент)        | Ізраїль | греко-римська боротьба, до 130 кг | 8      |
| Гран-прі Німеччини з боротьби 2002                                   | Ізраїль | греко-римська боротьба, до 120 кг | Бронза |
| Олімпійський кваліфікаційний турнір з боротьби 2004 (Новий Сад)      | Ізраїль | греко-римська боротьба, до 120 кг | 4      |
| Гран-прі Німеччини з боротьби 2004                                   | Ізраїль | греко-римська боротьба, до 120 кг | 9      |

### Виступи на змаганнях молодших вікових груп
| Змагання                                       | Збірна | Вагова категорія                  | Місце  |
| ---------------------------------------------- | ------ | --------------------------------- | ------ |
| Чемпіонат Європи з боротьби серед юніорів 1989 | СРСР   | греко-римська боротьба, до 115 кг | Золото |
| Чемпіонат світу з боротьби серед молоді 1991   | СРСР   | греко-римська боротьба, до 130 кг | Золото |